# 2 Lupi
2 Lupi, som är stjärnans Flamsteed-beteckning, är en ensam stjärna belägen i den norra delen av stjärnbilden Vargen  och har även Bayer-beteckningen f Lupi. Den har en skenbar magnitud på 4,33 och är synlig för blotta ögat där ljusföroreningar ej förekommer. Baserat på parallaxmätning inom Hipparcosuppdraget på ca 10,0 mas, beräknas den befinna sig på ett avstånd på ca 326 ljusår (ca 100 parsek) från solen. Den rör sig närmare solen med en heliocentrisk radialhastighet på ca -3 km/s.

## Egenskaper
2 Lupi är en orange till gul jättestjärna av spektralklass K0 IIIa CH-1, där suffixnoten anger onormalt svaga linjer av carbyne i spektret. Efter att ha förbrukat förrådet av väte i dess kärna har den utvecklats bort från huvudserien. Den har en radie som är ca 11 solradier och utsänder från dess fotosfär ca 66 gånger mera energi än solen vid en effektiv temperatur av ca 5 000 K.
2 Lupi är en misstänkt variabel stjärna av okänd typ.